# Synthol
Synthol (în engleză site enhancement oil) este un compus injectabil utilizat pentru a crește dimensiunea mușchilor. Acesta este adesea injectat în mușchi pentru a crea umflături mai mari, iar unele persoane utilizează PMMA (polimetilmetacrilat) pentru a modela mușchii, deși utilizarea PMMA în acest scop este interzisă în Statele Unite ale Americii. În contrast, utilizarea syntholului nu este ilegală.
Uleiul pentru îmbunătățirea aspectului, adesea denumit „santol” sau „synthol” (fără legătură cu marca de apă de gură Synthol), se referă la uleiuri injectate în mușchi pentru a crește dimensiunea sau a schimba forma acestora. Anumiți culturiști, în special la nivel profesional, își injectează mușchii cu astfel de amestecuri pentru a obține un aspect mai dezvoltat în zonele unde mușchii sunt disproporționați sau insuficienți. Acest proces este cunoscut sub numele de „fluffing”. Synthol este compus în proporție de 85% din ulei, 7,5% lidocaină și 7,5% alcool. Nu există restricții asupra utilizării acestuia, iar multe mărci sunt disponibile online. Utilizarea uleiului injectat pentru a îmbunătăți aspectul mușchilor este comună printre culturiști, în ciuda riscurilor asociate. Synthol poate provoca efecte adverse grave, inclusiv embolii pulmonare, leziuni nervoase, infecții, lipogranulom sclerozant, accidente vascular cerebrale și formarea de granuloame umplute cu ulei, chisturi⁠(d) sau ulcere în mușchi. Cazurile rare pot necesita intervenție chirurgicală pentru a evita deteriorarea suplimentară a mușchiului și/sau pentru a preveni decesul.
În plus, uleiul de susan este adesea folosit în amestecurile de synthol, ceea ce poate cauza reacții alergice, cum ar fi vasculita. Deoarece mușchiul injectat nu este de fapt bine dezvoltat, acesta poate ceda sub efectul gravitației.